# Gummarus en Pancratiuskerk
De Gummarus en Pancratiuskerk is eenbeukig neogotisch kerkgebouw aan de Breedstraat in Enkhuizen. Het pand is zelf geen rijksmonument, echter de in de kerk aanwezige communiebank, de preekstoelbekroning en het secretaire-orgel wel. De huidige kerk is in 1906 gebouwd ter vervanging van een in 1869 gebouwde voorganger, daarvoor werd een schuilkerk bezocht.

## Trivia
- Boven het altaar is een schildering aangebracht waarop een pelikaan staat die haar jongen met haar eigen bloed besproeit. Deze schildering staat symbool voor de lijdende Christus.

## Galerie

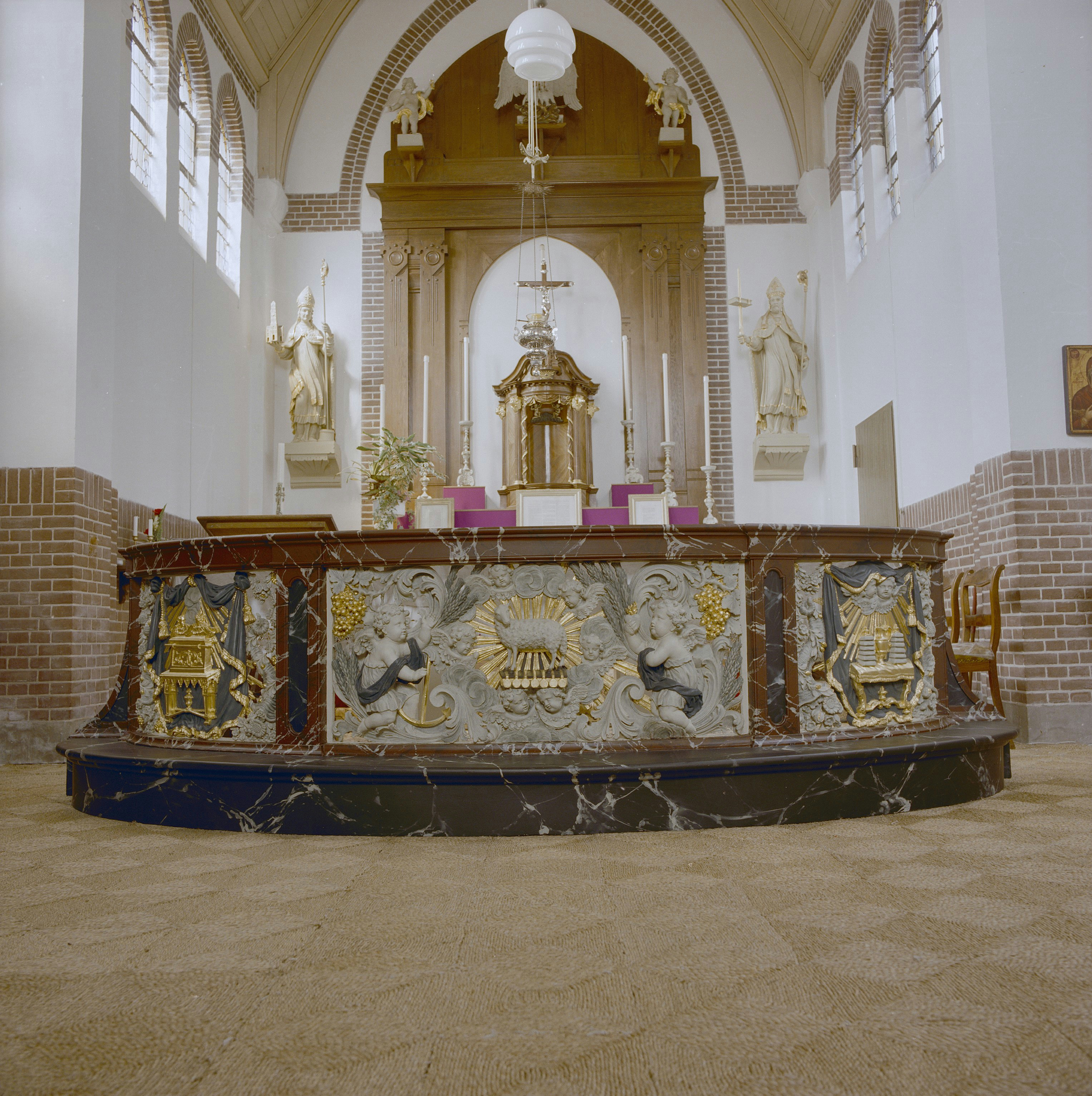
De communiebank
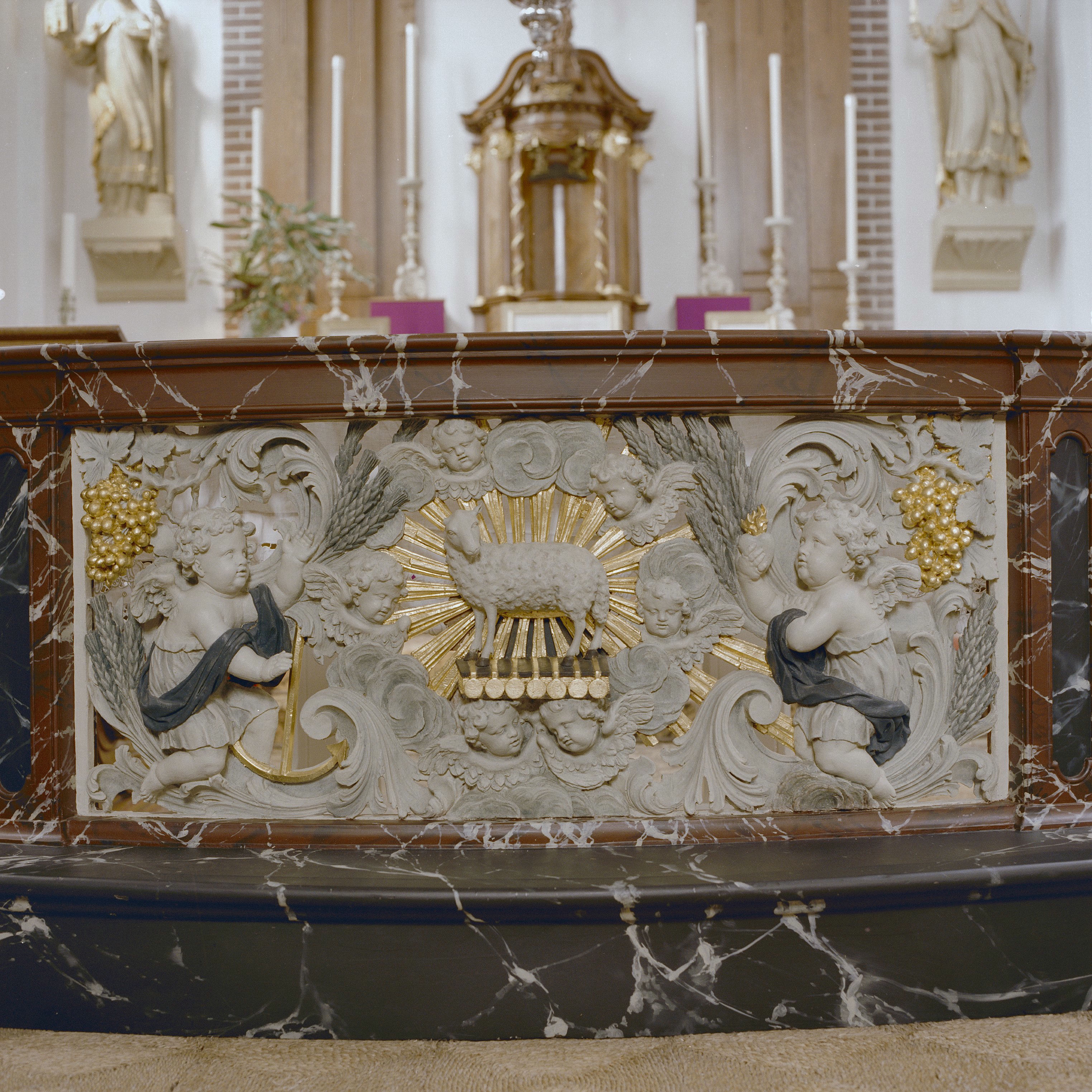
Een paneel van de communiebank
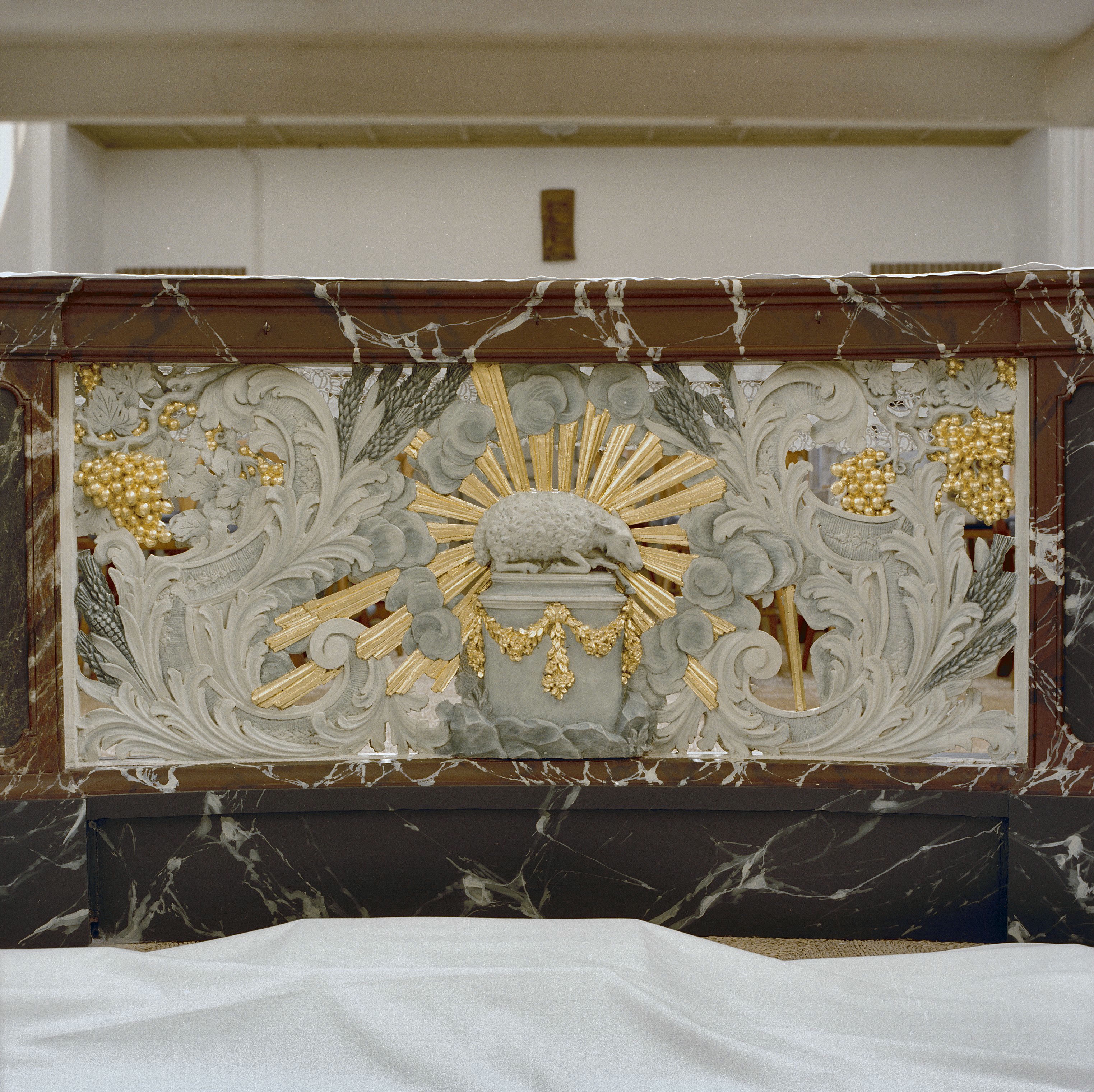
Een paneel van de communiebank
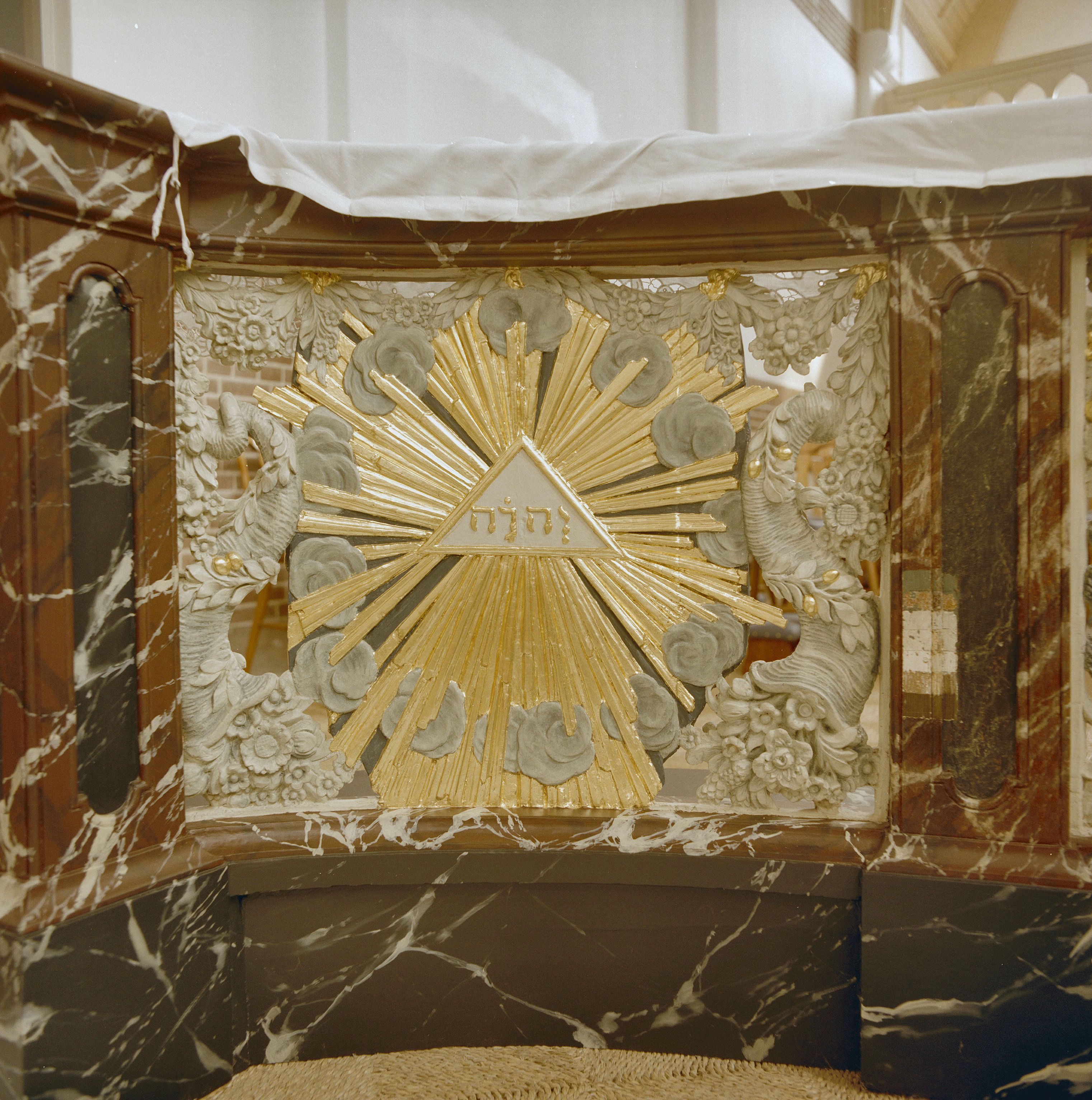
Een paneel van de communiebank
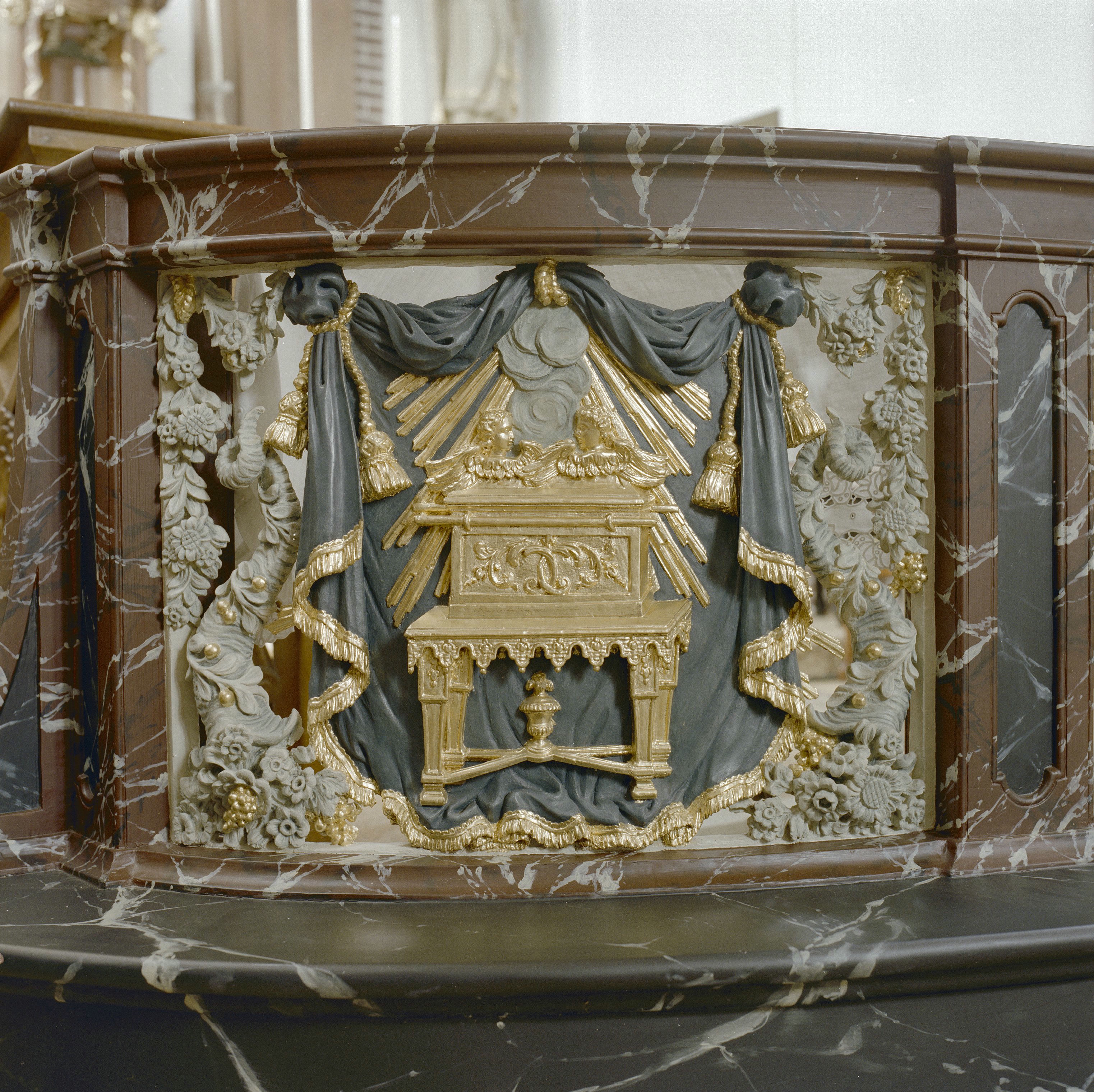
Een paneel van de communiebank
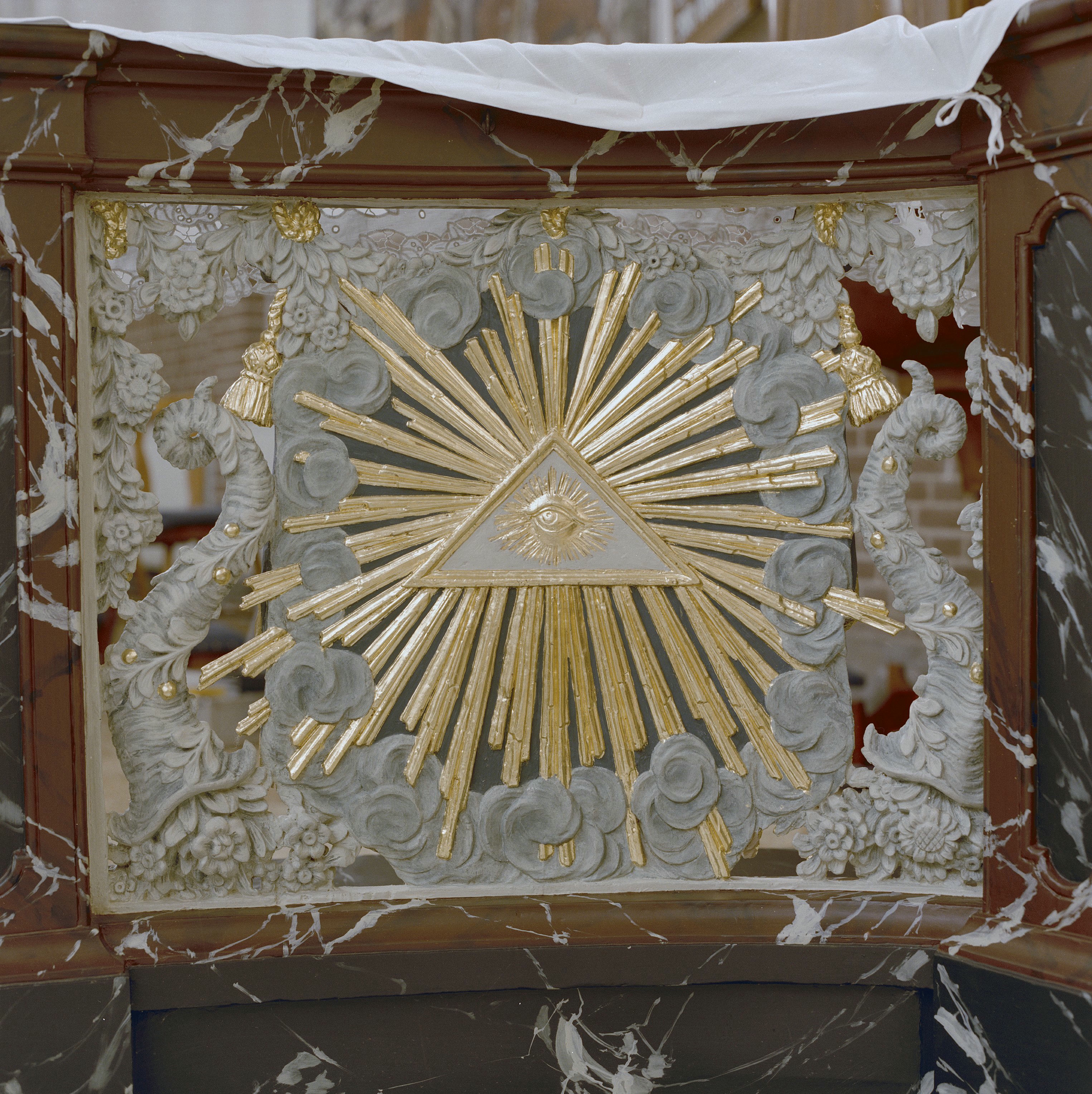
Een paneel van de communiebank
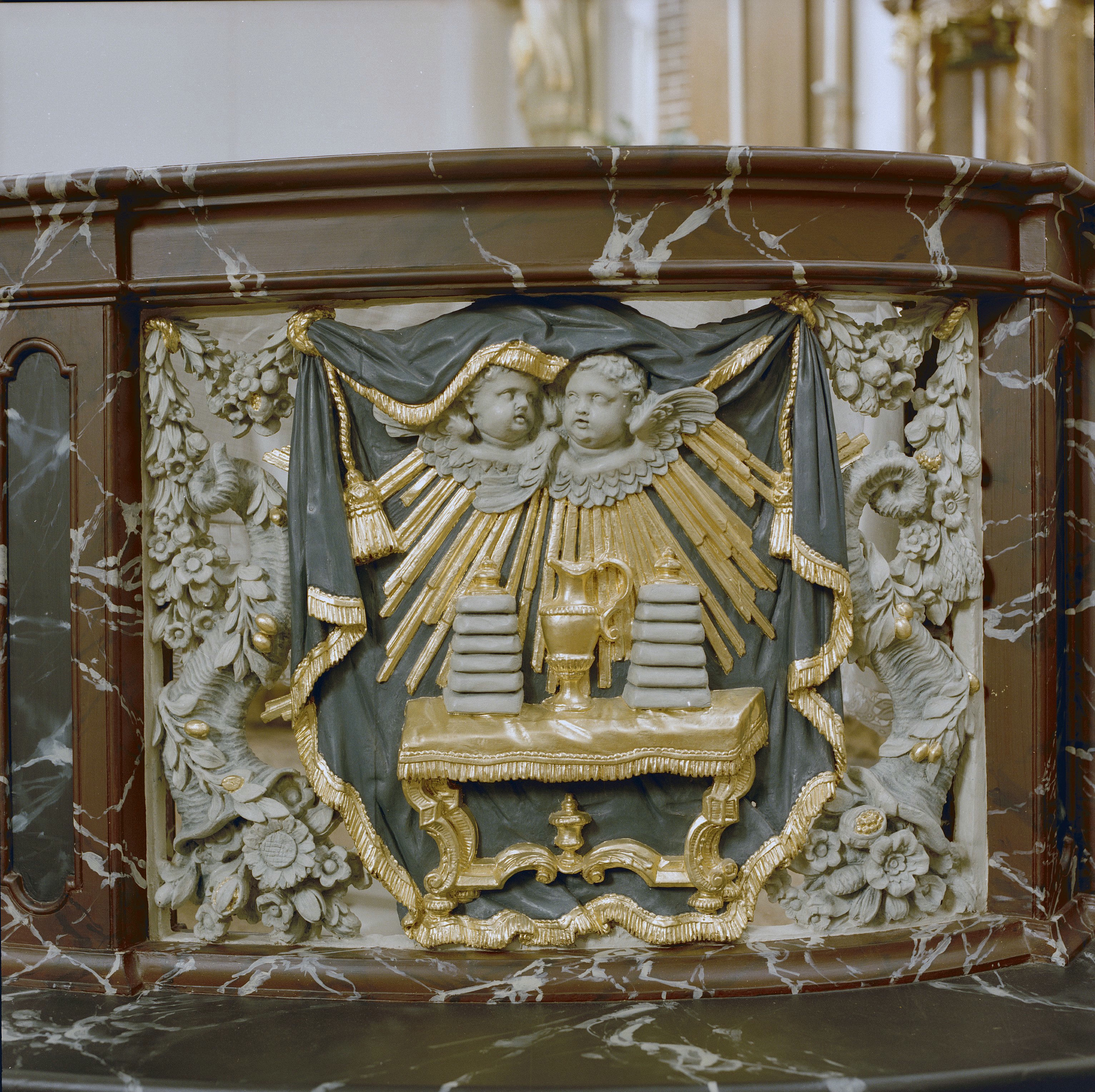
Een paneel van de communiebank
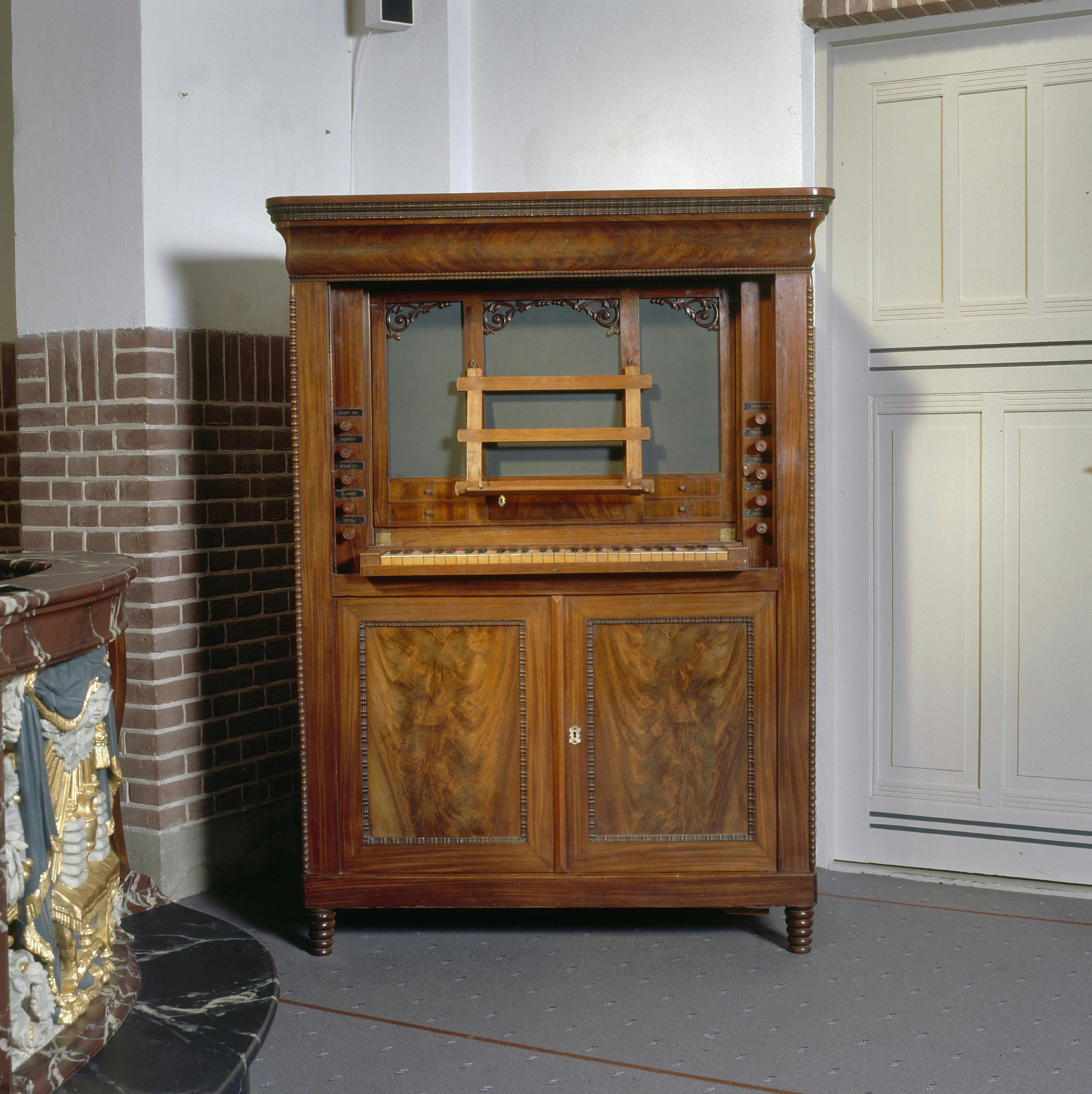
Het secretaire-orgel met gesloten luiken.